# Lunca Mureșului
Lunca Mureșului là một xã thuộc hạt Alba, România. Dân số thời điểm năm 2002 là 2679 người.